# Comuna de Stepnica
Stepnica (polaco: Gmina Stepnica) é uma gminy (comuna) na Polónia, na voivodia de Pomerânia Ocidental e no condado de Goleniowski.
De acordo com os censos de 2005, a comuna tem 4.684 habitantes, com uma densidade 15,9 hab/km².

## Área
Estende-se por uma área de 294,16 km².

## Vilarejos
Gmina Stepnica contém as aldeias e assentamentos de Bogusławie, Borowice, Budzień, Czarnocin, Gąsierzyno, Jarszewko, Kopice, Krokorzyce, Łąka, Miłowo, Piaski Małe, Racimierz, Rogów, Stepnica, Stepniczka, Widzieńsko, Żarnówko, Żarnowo e Zielonczyn.

## Demografia
Dados de 30 de Junho 2004:
|                      | Total   | Total | Mulheres | Mulheres | Homens  | Homens |
| -------------------- | ------- | ----- | -------- | -------- | ------- | ------ |
|                      | pessoas | %     | pessoas  | %        | pessoas | %      |
| População            | 4684    | 100   | 2318     | 49,5     | 2366    | 50,5   |
| Densidade (pop./km²) | 15,9    | 100   | 7,9      | 7,9      | 8       | 8      |

De acordo com dados de 2002, o rendimento médio per capita ascendia a 1434,75 zł.